# 小行星11348
小行星11348（11348 Allegra）是一颗绕太阳运转的小行星，为主小行星带小行星。该小行星于1997年1月30日发现。

## 轨道参数
小行星11348的轨道半长轴为2.8563001 UA，离心率为0.061。